# Андрейчин Юрій Михайлович
Юрій Михайлович Андрейчин (нар. 23 січня 1972, Тернопіль, Україна) — український вчений у галузі медицини, доктор медичних наук (2016), професор (2019), професор кафедри оториноларингології, офтальмології та нейрохірургії Тернопільського національного медичного університету імені І. Я. Горбачевського.

## Життєпис
У 1995 році закінчив Тернопільську державну медичну академію за спеціальністю «лікувальна справа».
До 1998 року навчався в інтернатурі і магістратурі при кафедрі офтальмології з курсом оториноларингології за спеціальністю: хвороби вуха, горла та носа.
2000—2005 — асистент кафедри оториноларингології і офтальмології, а з травня 2005 — доцент кафедри оториноларингології і офтальмології ТДМУ.
З 2019 року — професор кафедри оториноларингології, офтальмології та нейрохірургії Тернопільського національного медичного університету імені І. Я. Горбачевського.

## Наукова діяльність
У 2000 році захистив кандидатську дисертацію на тему «Клініко-патогенетичне обґрунтування застосування кальцієвої форми фосфату целюлози в комплексній терапії гнійних середніх отитів».
У 2015 році захистив дисертацію на здобуття наукового ступеня доктора медичних наук на тему «Патогенетичні особливості перебігу верхньощелепних синуситів і ремоделювання синусних стінок».
У своїй науковій роботі Андрейчин Ю. М. вивчає нові напрямки дослідження патогенезу синуситів, ефективність лікування та повноту одужання таких пацієнтів. З цією метою було розроблено експериментальну патофізіологічну модель, яка виявила структурні зміни слизової оболонки та кісткової пластинки ураженого синуса. Також проводить дослідження морфологічних та біохімічних ланок мікроциркуляторного русла слизової оболонки приносових синусів, процеси метаболізму кісткової тканини та ультраструктурні зміни слизової оболонки при верхньощелепних синуситах.

## Доробок
Автор 157 наукових праць, має 11 патентів на винахід.

### Окремі праці
- Andreychyn Yu. M. Histological changes of Maxillary Sinus Wall at Chronic Purulent Sinusitis / Yu. M. Andreychyn // Oto Rhino Laryngology Internationl bulletin. − 2012. − № 4. − С. 8–11.
- Andreychyn Yu. M. Morphometric Evaluation of Epithelial Mucosa by the Maxillary Sinus at Sinusitis / Yu. M. Andreychyn, Yu. Orel // Oto Rhino Laryngology Internationl bulletin. − 2013. − № 1. − С. 7–10.
- Andreychyn Y. The role of reactive oxygen spesies in pathogenesis of experimental maxillary sinusitis / Y. Andreychyn // Health Problems of Civilization. − 2014. — Vol. 8, № 4 . — P. 16–19.
- Міхньов В. А. Морфологічні зміни слизової оболонки верхньощелепних синусів морських свинок при експериментальному порушенні її симпатичної іннервації / В. А. Міхньов, Ю. М. Андрейчин, Т. В. Дацко // Журнал НАМН України. − 2014. − № 1. − С. 109—114.
- Andreychyn Yu. Immunohistochemical changes of maxillary sinus mucosa with underluing adenomatous polyposis / Yu. Andreychyn, I. Kovalenko // Патологія. − 2017. − № 3. − С. 91–94.